# Зуріко Давіташвілі
Зуріко Давіташвілі (груз. ზურიკო დავითაშვილი, нар. 15 лютого 2001, Тбілісі, Грузія) — грузинський футболіст, атакувальний півзахисник французького клубу «Сент-Етьєн» та національної збірної Грузії.

## Клубна кар'єра
Зуріко Давіташвілі є вихованцем тбіліського «Динамо». 29 вересня 2017 року Зуріко дебютував в основі «Динамо», коли вийшов у стартовому складі у матчі проти «Колхеті-1913». А вже взимку 2018 року півзахисник підписав контракт з іншим столичним клубом — «Локомотивом». У лютому 2019 року планувалося підписання контракту Давіташвілі з російським «Рубіном», але футболісту на той момент ще не виповнилося 18 років і він повернувся до складу «Локомотива».
Лише у червні 2019 року Давіташвілі уклав угоду з «Рубіном» терміном на три роки. Свій перший матч у складі казанської команди Зуріко провів 15 липня проти московського «Локомотива».
У серпні 2020 року Давіташвілі відправився в оренду до волгоградського «Ротора». Але після того, як за результатами сезону «Ротор» вилетів до ФНЛ, Давіташвілі повернувся до «Рубіна».
Влітку 2021 перейшов до складу тульського «Арсенала».
2 вересня 2022 року вирушив в оренду до французького «Бордо». Після завершення сезону 2022/23 французький клуб викупив гравця, запропонувавши йому контракт на чотири роки.
11 липня 2024 року підписав контракт на чотири роки з «Сент-Етьєном».

## Кар'єра в збірній
У 2017 році, як капітан юнацької збірної Грузії (U-17) Зуріко Давіташвілі брав участь у турнірі Кубка президента Казахстану, де команда Грузії дісталася фіналу, а сам Давіташвілі став кращим бомбардиром, забивши на турнірі 6 голів.
5 вересня 2019 року у товариському матчі проти команди Південної Кореї Зуріко Давіташвілі дебютував у складі національної збірної Грузії, вийшовши на поле з перших хвилин гри.

## Статистика виступів

### Статистика виступів за збірну
Станом на 17 листопада 2022 року
| Дата       | Місто        | Господарі            | Результат | Гості              | Турнір                               | Голи | Примітки |
| ---------- | ------------ | -------------------- | --------- | ------------------ | ------------------------------------ | ---- | -------- |
| 5-9-2019   | Стамбул      | Південна Корея       | 2 – 2     | Грузія             | товариський матч                     | -    | 73'      |
| 15-11-2019 | Санкт-Галлен | Швейцарія            | 1 – 0     | Грузія             | Відбір до ЧЄ 2020                    | -    | 85'      |
| 8-9-2020   | Тбілісі      | Грузія               | 1 – 1     | Північна Македонія | Ліга націй УЄФА 2020-2021 - 1-й етап | -    |          |
| 12-11-2020 | Тбілісі      | Грузія               | 0 – 1     | Північна Македонія | Відбір до ЧЄ 2020                    | -    | 90+2'    |
| 15-11-2020 | Тбілісі      | Грузія               | 1 – 2     | Вірменія           | Ліга націй УЄФА 2020-2021 - 1-й етап | -    | 56'      |
| 18-11-2020 | Тбілісі      | Грузія               | 0 – 0     | Естонія            | Ліга націй УЄФА 2020-2021 - 1-й етап | -    | 66'      |
| 6-6-2021   | Енсхеде      | Нідерланди           | 3 – 0     | Грузія             | товариський матч                     | -    | 46'      |
| 2-9-2021   | Батумі       | Грузія               | 0 – 1     | Косово             | Відбір до ЧС 2022                    | -    | 77'      |
| 5-9-2021   | Бадахос      | Іспанія              | 4 – 0     | Грузія             | Відбір до ЧС 2022                    | -    | 69'      |
| 8-9-2021   | Софія        | Болгарія             | 4 – 1     | Грузія             | товариський матч                     | 1    | 59'      |
| 9-10-2021  | Батумі       | Грузія               | 0 – 2     | Греція             | Відбір до ЧС 2022                    | -    | 90+2'    |
| 12-10-2021 | Приштина     | Косово               | 1 – 2     | Грузія             | Відбір до ЧС 2022                    | 1    | 72' 88'  |
| 11-11-2021 | Батумі       | Грузія               | 2 – 0     | Швеція             | Відбір до ЧС 2022                    | -    | 70'      |
| 15-11-2021 | Горі         | Грузія               | 1 – 0     | Узбекистан         | товариський матч                     | -    | 61'      |
| 25-3-2022  | Зениця       | Боснія і Герцеговина | 0 – 1     | Грузія             | товариський матч                     | -    | 57' 75'  |
| 29-3-2022  | Тирана       | Албанія              | 0 – 0     | Грузія             | товариський матч                     | -    | 75'      |
| 5-6-2022   | Разград      | Болгарія             | 2 – 5     | Грузія             | Ліга націй УЄФА 2022-2023 - 1-й етап | 1    | 74'      |
| 9-6-2022   | Скоп'є       | Північна Македонія   | 0 – 3     | Грузія             | Ліга націй УЄФА 2022-2023 - 1-й етап | -    | 72'      |
| 12-6-2022  | Тбілісі      | Грузія               | 0 – 0     | Болгарія           | Ліга націй УЄФА 2022-2023 - 1-й етап | -    | 63' 67'  |
| 23-9-2022  | Тбілісі      | Грузія               | 2 – 0     | Північна Македонія | Ліга націй УЄФА 2022-2023 - 1-й етап | -    | 78'      |
| 26-9-2022  | Гібралтар    | Гібралтар            | 1 – 2     | Грузія             | Ліга націй УЄФА 2022-2023 - 1-й етап | -    | 60' 70'  |
| 17-11-2022 | Шарджа       | Марокко              | 3 – 0     | Грузія             | товариський матч                     | -    | 62'      |
| Усього     |              | Матчів               | 22        |                    | Голів                                | 3    |          |

## Особисте життя
Батько Зуріко — Суліко Давіташвілі відомий грузинський футболіст та тренер.